# شرق بورسعيد (حي)
حي شرق، هو إحدى التقسيمات الداخلية لمدينة بورسعيد في محافظة بورسعيد، جمهورية مصر العربية.